# Partito Progressista (Nuova Zelanda)
Il Partito Progressista (in inglese Jim Anderton's Progressive Party, letteralmente Partito Progressista di Jim Anderton) è stato un partito politico attivo in Nuova Zelanda dal 2002 al 2012.

## Storia
Fondato da Jim Anderton dopo una scissione in seno al partito dell'Alleanza. Il partito fu fondato in origine come Progressive Party, ma il nome è stato cambiato nel 2005 per ragioni di visibilità. Subito dopo la sua fondazione e l'entrata in parlamento con due seggi dopo le elezioni del 2002, il partito sostenne il governo di Helen Clark, in coalizione con il laburisti e con l'appoggio esterno dei Verdi. Dopo le elezioni del 2005, il partito vide ridursi la propria rappresentanza parlamentare a un seggio, ma rimase al governo, formando un governo di minoranza con i laburisti. Il governo ricevette l'appoggio esterno di alcuni partiti di centro-destra e perfino del partito di destra New Zealand First. Il partito mantenne il proprio seggio alle elezioni del 2008, ma, con la vittoria della destra, uscì dal governo. Alle elezioni del 2011 non si ripresentò e cessò definitivamente la propria attività nel 2012.

## Risultati elettorali
| Elezione      | Voti   | % | Seggi   |
| ------------- | ------ | - | ------- |
| Generali 2002 | 34.542 |   | 2 / 122 |
| Generali 2005 | 26.441 |   | 1 / 122 |
| Generali 2008 | 21.241 |   | 1 / 122 |